# Lord-protecteur
 (septembre 2024).
Si vous disposez d'ouvrages ou d'articles de référence ou si vous connaissez des sites web de qualité traitant du thème abordé ici, merci de compléter l'article en donnant les références utiles à sa vérifiabilité et en les liant à la section « Notes et références ».

Armes d'Oliver Cromwell, lord-protecteur de 1653 à 1659.

En Angleterre, lord-protecteur (Lord Protector en anglais) est un titre qui désignait le « chef du gouvernement ». De fait, le titre a connu deux significations différentes à deux moments différents.

## Protecteur du roi
Il désigna d'abord la personne chargée de la régence. Créé au Moyen Âge, le titre connut plusieurs dédicataires :
- Jean de Lancastre, 1er duc de Bedford (1389 – 1435) et Humphrey de Lancastre, 1er duc de Gloucester (1390 – 1447) furent du 5 décembre 1422 au 6 novembre 1429 collectivement protecteurs pour Henri VI (1421 – 1471) ;
- Richard Plantagenêt, duc d'York (1411 – 1460) fut à trois reprises (du 3 avril 1454 au 9 février 1455, du 19 novembre 1455 au 25 février 1456 et enfin du 31 octobre 1460 au 30 décembre 1460) protecteur du même Henri VI ;
- Richard III, alors seulement duc de Gloucester, fut « lord-protecteur du royaume » (10 mai 1483 – 26 juin 1483), pendant le « règne » d'Édouard V (un des Princes de la Tour) avant d'usurper le trône pour son propre compte ;
- Edward Seymour, 1er duc de Somerset fut Lord Protector pendant les premières années du règne du jeune Édouard VI[1] (4 février 1547 – 11 octobre 1549) ;
- John Dudley, qui lui succéda, eut quant à lui le titre de Lord President du 2 février 1550 jusqu'au décès du roi le 6 juillet 1553.

## Protecteur du Commonwealth
Pour un article plus général, voir Protectorate.
Au XVIIe siècle, il fut équivalent à celui de roi et a été utilisé durant la brève période de la république (ou « Commonwealth ») en Grande-Bretagne. 
Oliver Cromwell puis son fils Richard Cromwell furent les lords-protecteurs d'Angleterre, Écosse et Irlande de 1653 à 1659.